# Basket Femminile Le Mura Lucca 2013-2014
Questa voce raccoglie le informazioni riguardanti il Basket Femminile Le Mura Lucca nelle competizioni ufficiali della stagione 2013-2014.

## Stagione
La stagione 2013-2014 del Basket Femminile Le Mura Lucca è stata la quarta disputata in Serie A1.
La società lucchese è arrivata quarta in campionato, perdendo la semifinale dei play-off scudetto contro Schio. Per il secondo anno consecutivo ha perso le final four della Coppa Italia disputate a Ragusa contro Schio.

## Verdetti stagionali
Competizioni nazionali
- Serie A1:

stagione regolare: 4º posto su 11 squadre (13-7);
play-off: sconfitta in semifinale contro Schio (1-3).
- Coppa Italia:

finale persa contro Schio.
- Supercoppa italiana:

gara persa il 6 ottobre 2013 contro Schio (53-62).

## Rosa
|    | Naz.                   | Ruolo | Sportivo             | Anno | Alt. |  |       |
| -- | ---------------------- | ----- | -------------------- | ---- | ---- |  | ----- |
| 4  | Stati Uniti (bandiera) | G     | Megan Mahoney        | 1983 | 183  |  |       |
| 5  | Italia (bandiera)      | G     | Elisa Maffei         | 1996 | 175  |  |       |
| 7  | Italia (bandiera)      | P     | Francesca Dotto      | 1993 | 169  |  |       |
| 8  | Italia (bandiera)      | AC    | Sara Giorgi          | 1986 | 188  |  |       |
| 9  | Stati Uniti (bandiera) | AC    | Jillian Robbins      | 1984 | 190  |  |       |
| 12 | Italia (bandiera)      | G     | Cristina Mei         | 1985 | 179  |  |       |
| 13 | Italia (bandiera)      | G     | Benedetta Bagnara    | 1987 | 178  |  |       |
| 14 | Italia (bandiera)      | G     | Martina Crippa       | 1989 | 178  |  |       |
| 15 | Italia (bandiera)      | P     | Angela Gianolla      | 1980 | 170  |  |       |
| 17 | Italia (bandiera)      | AC    | Serena Bona          | 1989 | 181  |  |       |
| 19 | Italia (bandiera)      | G     | Beatrice Benicchi    | 1995 | 174  |  |       |
| 20 | Italia (bandiera)      | AP    | Marianna Masini      | 1996 | 185  |  |       |
| 22 | Stati Uniti (bandiera) | G     | Whitney Edwina Jones | 1987 | 183  |  | [ 2 ] |
| 25 | Paesi Bassi (bandiera) | AC    | Naomi Halman         | 1988 | 191  |  |       |

## Risultati

### Supercoppa italiana

#### Finale
| Arbitri: | Volpe (La Spezia) Terranova (Ferrara) Pierantozzi (Ascoli Piceno) |

|            |          |           |
| Sottana 18 | Punti    | 16 Halman |
| Ress 9     | Rimbalzi | 7 Robbins |